# Ясно!
«Ясно!» — второй сольный альбом Влади из группы «Каста», выпущенный в 2012 году.

## Реакция критики
| Оценки критиков  | Оценки критиков |
| Источник         | Оценка          |
| ---------------- | --------------- |
| Афиша            | [ 1 ]           |
| Billboard Россия | (положительная) |
| ChelMusic.ru     | (положительная) |
| InterMedia       | [ 4 ]           |
| MUZ.RU           | [ 5 ]           |
| NewsLab.ru       | (смешанная)     |
| Rap.ru           | (смешанная)     |

Альбом получил положительные отзывы от музыкальных критиков. Александр Горбачёв из «Афиши» хвалил тематическое содержание «Ясно!», но отмечал, что это «не самое, наверное, изобретательное произведение Влади с точки зрения звука». Тем не менее, автор дал альбому оценку в 4 балла из 5-ти. Алексей Мажаев из InterMedia дал альбому высокую оценку. Он положительно отозвался как о музыкальной составляющей («здесь „Каста“ на привычной высоте — подбирает точные семплы, балансирует между глухим речитативом и пронзительной мелодичностью, меняет жанры, остроумничает, здорово рифмует и читает»), так и о тематике песен, написав, что внимательный слушатель получит «разговор с умным человеком и тонким поэтом». Журналист закончил рецензию словами: «Созвучность настроения и месседжа пластинки сегодняшнему дню и состоянию умов современных здравомыслящих горожан чуть за 30 должны оценить даже те, кто никогда не любил рэп». Эвристем из MUZ.RU поставил альбому высший балл и писал, что «Ясно!» — «это прекрасно сделанная со всех точек зрения работа, которая либо будет поставлена один раз и выключена после третьего трека, либо поселится в вашем плеере на неопределенно долгий срок и станет прослушиваться ежедневно на репите».
Николай Редькин на сайте Rap.ru дал альбому неоднозначную оценку. Он писал, что альбом можно назвать «торжество[м] органичности», но отмечал, что «Влади смог себе позволить робость и серьезность одновременно; послушайте — он ведь даже рифмует очень неуверенно». Викентий Ч. из NewsLab.ru так же дал смешанную рецензию на пластинку, отмечая что излишнее морализаторство в текстах стало её минусом. К её положительным сторонам он относил: «искренность героя» и песню «Слово о полку Игореве».
Композиция Влади «Слово о полку Игореве (1187—2012)» по одноимённой древнерусской «песне о походе на половцев удельного князя Новогород-Северского Игоря Святославича» получила неоднозначные оценки («продолжает рвать все шаблоны») родноверов в блоге публициста Льва Прозорова.

## Список композиций
| Номер трека | Название                               | Участвует      | Музыка                 | Длительность |
| ----------- | -------------------------------------- | -------------- | ---------------------- | ------------ |
| 01          | Сочиняй мечты                          | Уля (Wow Band) | Sound Bro, Влади       | 3:41         |
| 02          | Прощание                               |                | Sound Bro              | 4:20         |
| 03          | Пусть пригодится                       |                | Никита Прометей, Влади | 3:35         |
| 04          | Все лучше тебя                         |                | Никита Прометей        | 4:00         |
| 05          | Не замечаем                            |                | Влади                  | 4:25         |
| 06          | В студийной будке                      |                | Gustavo                | 3:42         |
| 07          | Тёплые впечатления                     |                | Влади                  | 4:24         |
| 08          | Эпизод                                 |                | Влади                  | 3:10         |
| 09          | Страницы (Такова жизнь)                |                | Gustavo                | 4:06         |
| 10          | Вращайся, диск                         |                | Влади                  | 3:32         |
| 11          | Тебе в прикол                          | Хамиль и Змей  | Леонид Климин          | 3:27         |
| 12          | Обо мне                                |                | Никита Прометей, Влади | 4:29         |
| 13          | Слово о полку Игореве (1187-2012 г.г.) |                | Влади                  | 6:02         |

## Видео
На песни «Сочиняй мечты», «Пусть пригодится», «Прощание», «Тебе в прикол» и «Страницы (Такова жизнь)» были сняты видеоклипы.

## Позиции в чартах
| Страна | Наивысшая позиция |
| ------ | ----------------- |
| Россия | 1                 |